# Зевсов храм у Олимпији
Зевсов храм у Олимпији био је грчки храм, саграђен у периоду од око 470-465. п. н. е. у Олимпији и посвећен Зевсу, врховном грчком богу. У античком свијету је био познат по томе што се у њему налазила Зевсова статуа, дјело вајара Фидије, сматрана једним од чуда античког свијета. Храм је срушен 426. године, по налогу источноримског цара Теодосија II.